# Jean Rupp
Jean-Édouard-Lucien Rupp (* 13. Oktober 1905 in Saint-Germain-en-Laye; † 28. Januar 1983) war ein französischer Bischof der römisch-katholischen Kirche und vatikanischer Diplomat.

## Leben
Jean Rupp trat 1928 in das Seminar Saint Sulpice in Issy-les-Moulineaux ein. Am 31. März 1934 wurde er zum Priester geweiht.
1946 gründete er mit Jean Larnaud, einem katholischen Laien, mit Unterstützung des Apostolischen Nuntius in Frankreich Angelo Roncalli, des späteren Johannes XXIII., das Centre Catholique International de Coopération avec l’UNESCO (CCIC). 1947 ernannte Papst Pius XII. ihn zum Repräsentanten des Heiligen Stuhls bei der UNESCO. Er war dort mehr Ansprechpartner als Diplomat.
Papst Pius XII. ernannte ihn am 28. Oktober 1954 zum Titularbischof von Arca in Phoenicia und Weihbischof in Paris für die byzantinischen Gläubigen in Frankreich. Maurice Kardinal Feltin spendete ihm am 18. Januar 1955 die Bischofsweihe. Papst Johannes XXIII. ernannte Rupp am 9. Juni 1962 zum Bischof von Monaco. Am 7. Oktober 1962 wurde er inthronisiert.
Rupp nahm als Konzilsvater an allen vier Sitzungsperioden des Zweiten Vatikanischen Konzils teil. 1964 wandte er sich an das Konzil, da es den Völkermord an den Armeniern nicht anerkannte.
Am 8. Mai 1971 erfolgte durch Papst Paul VI. die Ernennung zum Titularerzbischof pro hac vice von Dionysopolis und Apostolischen Pro-Nuntius im Irak. Am 4. März 1975 wurde er zusätzlich Pro-Nuntius in Kuwait.
Am 13. Juli 1978 ernannte Papst Paul VI. ihn zum Ständigen Beobachter des Heiligen Stuhls bei den Vereinten Nationen in Genf. Er trat am 5. Juli 1980 zurück und Edoardo Rovida folgte ihm zum 7. März 1981 nach.
Papst Johannes Paul II. ernannte ihn zum Kanoniker an der Patriarchalbasilika Santa Maria Maggiore. Rupp starb am 27. Januar 1983 und wurde am 31. Januar in der Basilika bestattet.